# کروشا (استان صوفیه)
کروشا (به بلغاری: Krusha) یک منطقهٔ مسکونی در بلغارستان است که در استان صوفیه واقع شده‌است.